# Партизан (Уссурийский городской округ)
Партиза́н — посёлок при станции Баневурово в Уссурийском городском округе Приморского края. Входит в состав Краснояровской территории.

## География

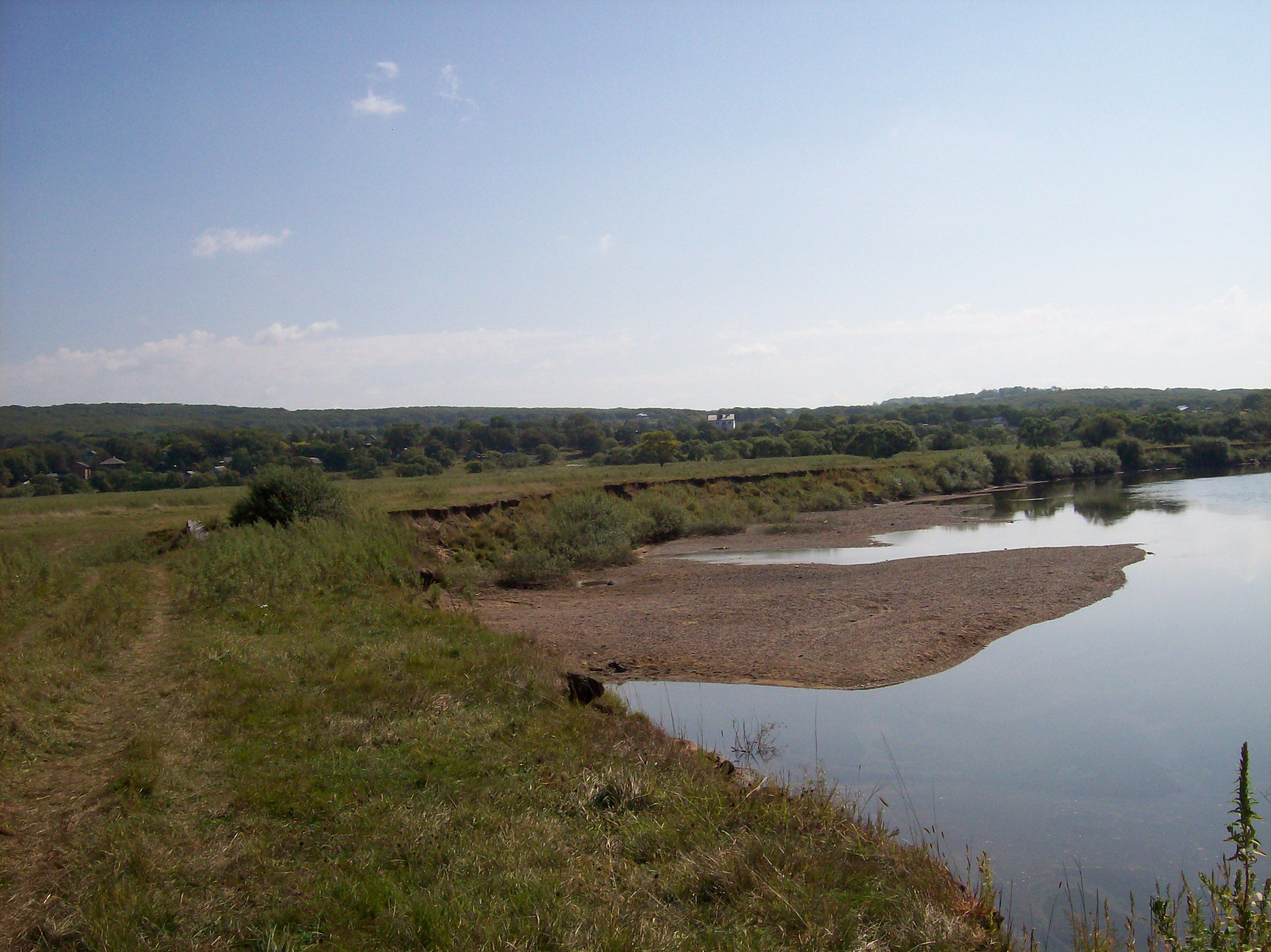
Вид на посёлок Партизан и станцию Баневурово с берега реки Раздольная

Посёлок расположен на левом берегу реки Раздольная напротив села Красный Яр.
Расстояние до центра Уссурийска по автотрассе «Уссури» около 17 км.
Климат
Климат посёлка умеренный муссонный.

## Население
| 2002 | 2010 |
| ---- | ---- |
| 495  | ↗500 |

## Улицы
| - ул. Армейская, - ул. Заречная, | - ул. Партизанская, - ул. Уссурийская. |

## Галерея

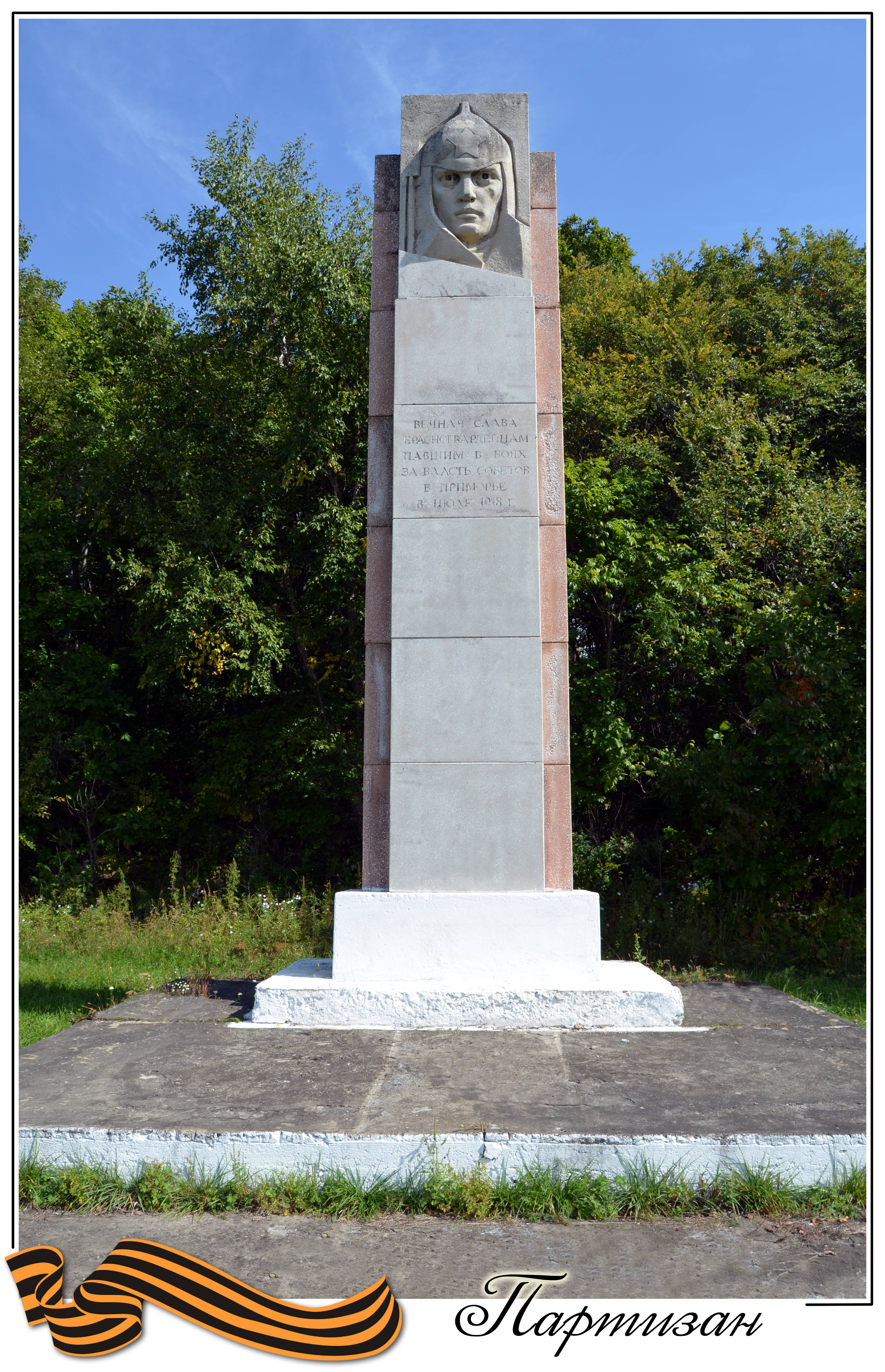
Памятник у братской могилы красногвардейцев, погибших 3-4.07.1918 г.
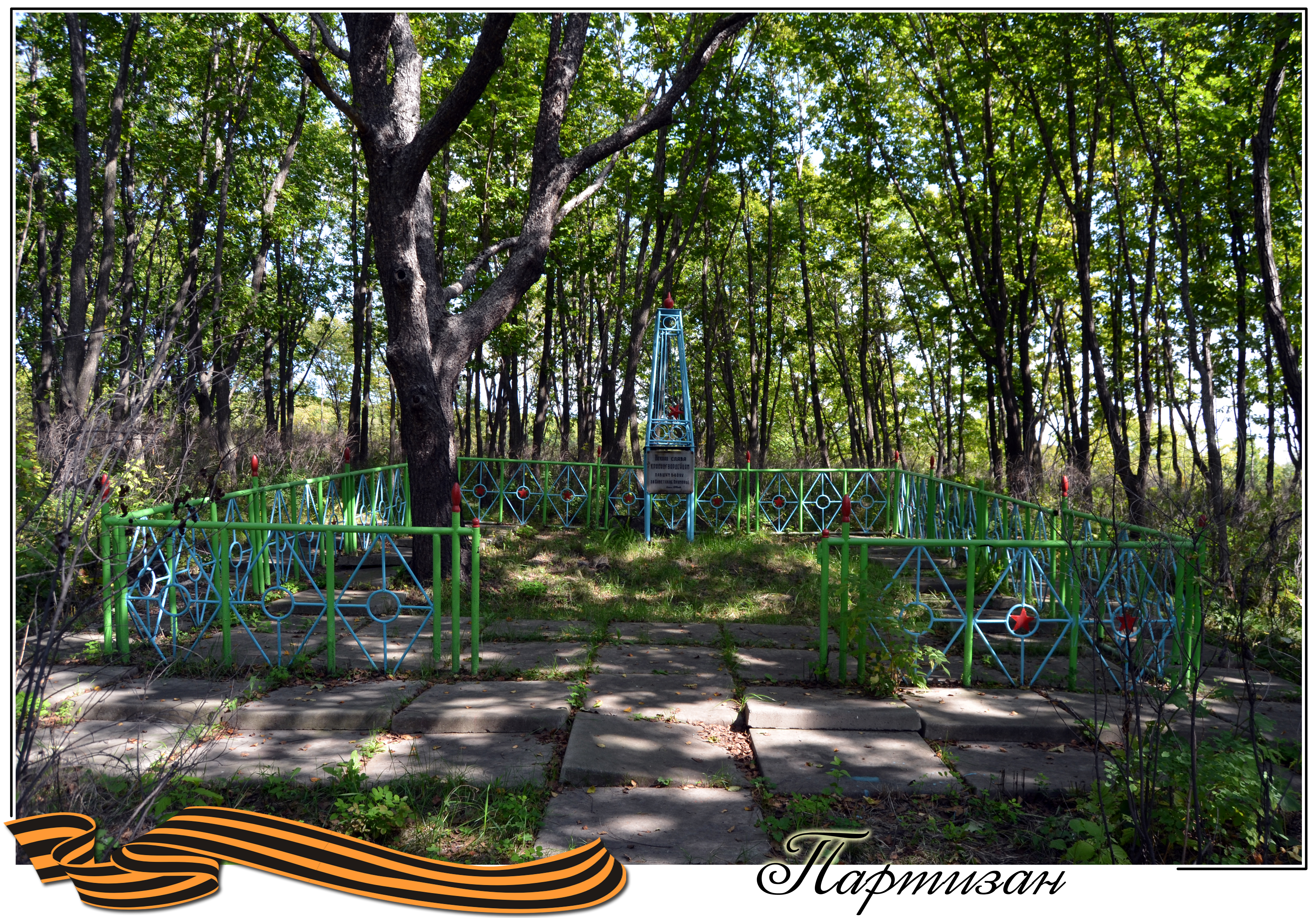
Братская могила красногвардейцев, погибших 3-4.07.1918 г.
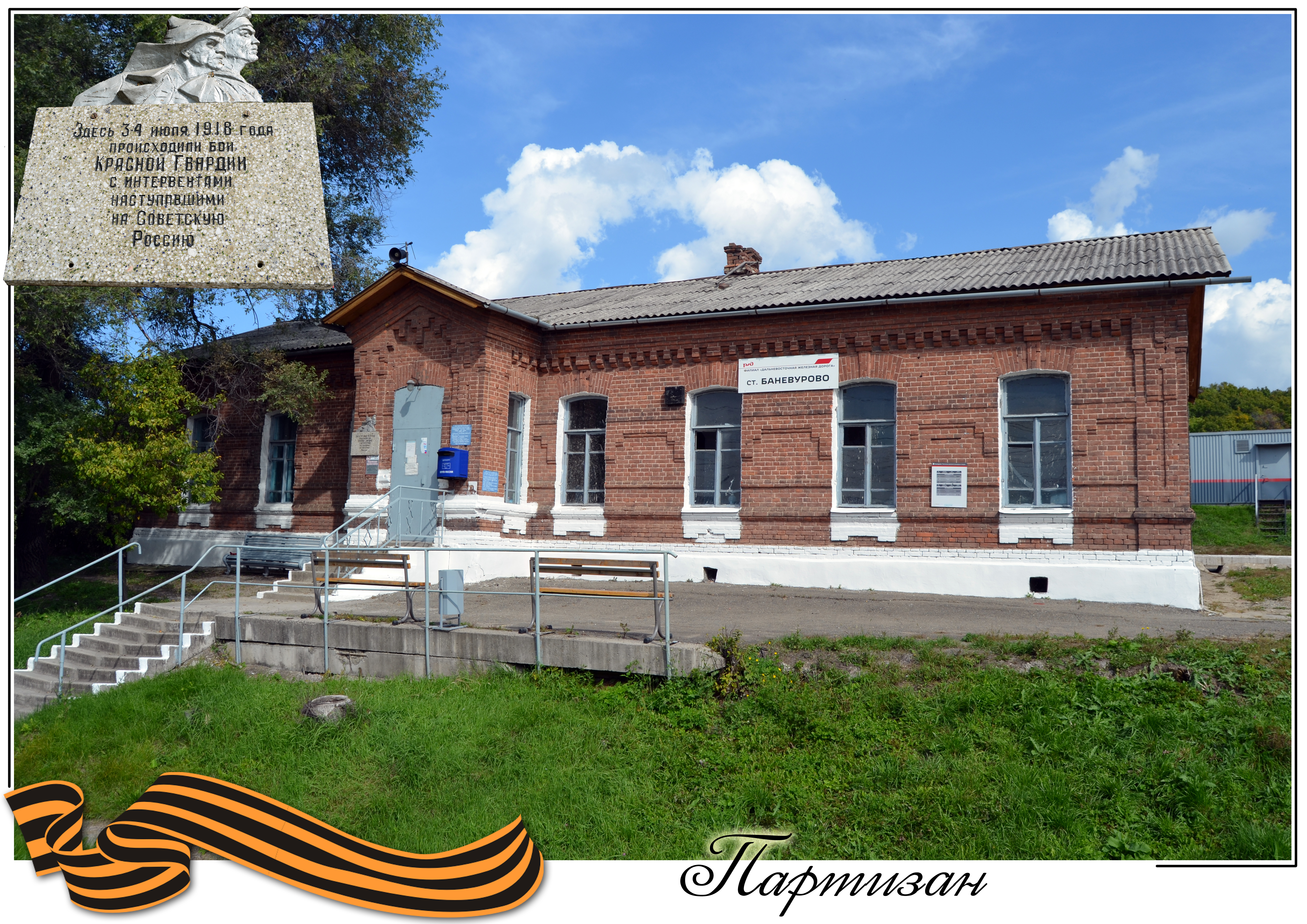
Мемориальная доска на здании станции Баневурово